# Flórián Károly (jogász)
Flórián Károly (Eperjes, 1878. január 26. – Kassa, 1941. augusztus 15.) jogász, útleírások szerzője.

## Élete
Anyai nagyapja Curcius Károly, és apja Flórián Jakab is tanár volt az eperjesi kollégiumi főgimnáziumban.
Középiskolai tanulmányait szülővárosában végezte, majd 1900-ban a Kolozsvári Magyar Királyi Ferenc József Tudományegyetemen szerzett jogi doktori oklevelet. 1901–1914 között az eperjesi Jogi Akadémia tanára volt, 1914-ben a Berlini Egyetemen (Friedrich-Wilhelms-Universität) is előadott. 
Az első világháborúban a komáromi vártüzérekhez került tartalékos főhadnagyként, majd Przemysl elestekor orosz hadifogságba esett. Megtanult oroszul és a Harkovi Egyetemen közgazdaságtant adott elő. Orosz műveket fordított magyarra. 1918 őszén a moszkvai dán misszióhoz került, majd Svédországon keresztül tért haza. A csehszlovák államfordulat után lett a Kassai Királyi Jogakadémia tanára. 1922-ben az akadémia bezárását követően nyugdíjba vonult és hazatért Eperjesre.
1924–1928 között Eperjes polgármestere volt, de a képviselőtestület megváltozását követően lemondott. A Magyarországi Kárpát Egyesület eperjesi osztályának választmányi tagja volt, 1936–1939 között a Karpathenverein alelnöki tisztét is betöltötte. Egyik alapítója volt a Csehszlovákiai Magyar Tudományos, Irodalmi és Művészeti Társaságnak. 
Súlyos betegsége következtében megoperálták, de elhunyt. Hamvait Kassáról Eperjesre szállították és ott temették el. Felesége Joób Éva, gyermekei Katalin (Kalavszky Miklósné), Magdolna (Vincze Jenőné) és László voltak.

## Művei
- 1901 Szocializmus és magántulajdon
- 1901 Eperjes és vidéke turistaszempontból. Turisták Lapja 13.
- 1901 A vetítőgép a turistaság szolgálatában. Turisták Lapja 13.
- 1903 A törvényhatóságok és az önkéntes adófizetés ex-lex-ben
- 1904 A tiroli hegyek között
- 1904 Három nap a Magas-Tátrában
- 1904 Az adománygyűjtés a magyar közigazgatási jogban
- 1905 Barangolások a Magas-Tátrában
- 1905 A magyar– horvát pénzügyi egyezmény
- 1912 Az adóreform